# Черазуоло (Козенца)
Черазуоло је насеље у Италији у округу Козенца, региону Калабрија.
Према процени из 2011. у насељу је живело 77 становника. Насеље се налази на надморској висини од 480 м.